# Chapelle Saint-Jean de Londres
Pour les articles homonymes, voir Chapelle Saint-Jean.
La chapelle Saint-Jean (en anglais : St John's Chapel) est un lieu de culte situé dans la tour de Londres. Datant de 1080, cette chapelle datant entièrement du XIe siècle est la plus ancienne église de Londres.

## Historique et description
D’architecture romane, la chapelle Saint-Jean est située au deuxième étage de la vieille partie de la puissante forteresse de Guillaume le Conquérant, la tour Blanche construite de 1077 à 1097 comme citadelle ou donjon. Construite en pierre de Caen importée de Normandie, elle comporte une nef en voûte avec une abside voûtée à l’est et des bas-côtés en voûte d'arêtes, et la galerie supérieure fait une courbe autour de l’abside. D’épaisses jetées rondes soutiennent des arcs non moulés, remarquables par leur simplicité, dont l’unique décoration est constituée de simples sculptures de pétoncles et des motifs de feuilles.
Au cœur des appartements royaux et cérémoniaux du roi, la chapelle était probablement peinte à l’origine en couleurs vives. La crypte occupant le coin sud-est de la chapelle était accessible uniquement depuis la chambre orientale. Il y avait une embrasure dans le mur nord de la crypte ; selon Geoffrey Parnell, gardien de l’histoire de la tour aux arsenaux royaux, la « forme sans fenêtres et l’accès limité suggère qu’elle était conçue comme une chambre forte pour protéger les trésors royaux et les documents importants ».
La chapelle Saint-Jean a survécu dans sa totalité du début de la période normande, alors que les autres églises romanes en Angleterre datent du milieu du XIIe siècle. St. Peter ad Vincula (en français Saint-Pierre-aux-Liens) étant l’église paroissiale de la Tour de Londres, la chapelle Saint-Jean est souvent négligée, mais des cultes y sont néanmoins périodiquement organisés au cours de l’année.